# Slim Gaillard
Bulee Gaillard, detto Slim (4 gennaio 1916 – Londra, 26 febbraio 1991), è stato un cantante, polistrumentista e attore statunitense.

## Biografia
Era noto per la sua tecnica di canto vocalese e ironico e per l'uso di parole in una lingua artificiale chiamata "Vout-O-Reenee", per la quale ha anche scritto un dizionario. Oltre alla lingua inglese, conosceva anche altre cinque lingue (spagnolo, tedesco, greco, arabo e armeno).
Ha guadagnato successo intorno alla fine degli anni '30 con i brani Flat Foot Floogie (with a Floy Floy) e Cement Mixer (Put-Ti-Put-Ti), pubblicati con il duo Slim & Slam, che ha costituito insieme a Slam Stewart.
Dopo la seconda guerra mondiale, che ha combattuto, ha ricominciato a lavorare nel mondo del jazz con artisti come Charlie Parker, Dizzy Gillespie e Dodo Marmarosa.
Nel corso della sua vita ha anche fatto l'attore, apparendo in alcuni film dagli anni '40 agli anni '80 (Hellzapoppin', Blues di mezzanotte, Il pianeta delle scimmie, Absolute Beginners) e partecipando a serie televisive (Missione Impossibile, Marcus Welby, Medical Center, Dove vai Bronson?, Charlie's Angels, Radici - Le nuove generazioni).
Gaillard ha avuto tre figli: Janis Hunter, ex moglie del cantante Marvin Gaye e madre di Nona Gaye e Frankie Christian Gaye; Mark Gaillard e Michael Gaillard.